# 하이라이스

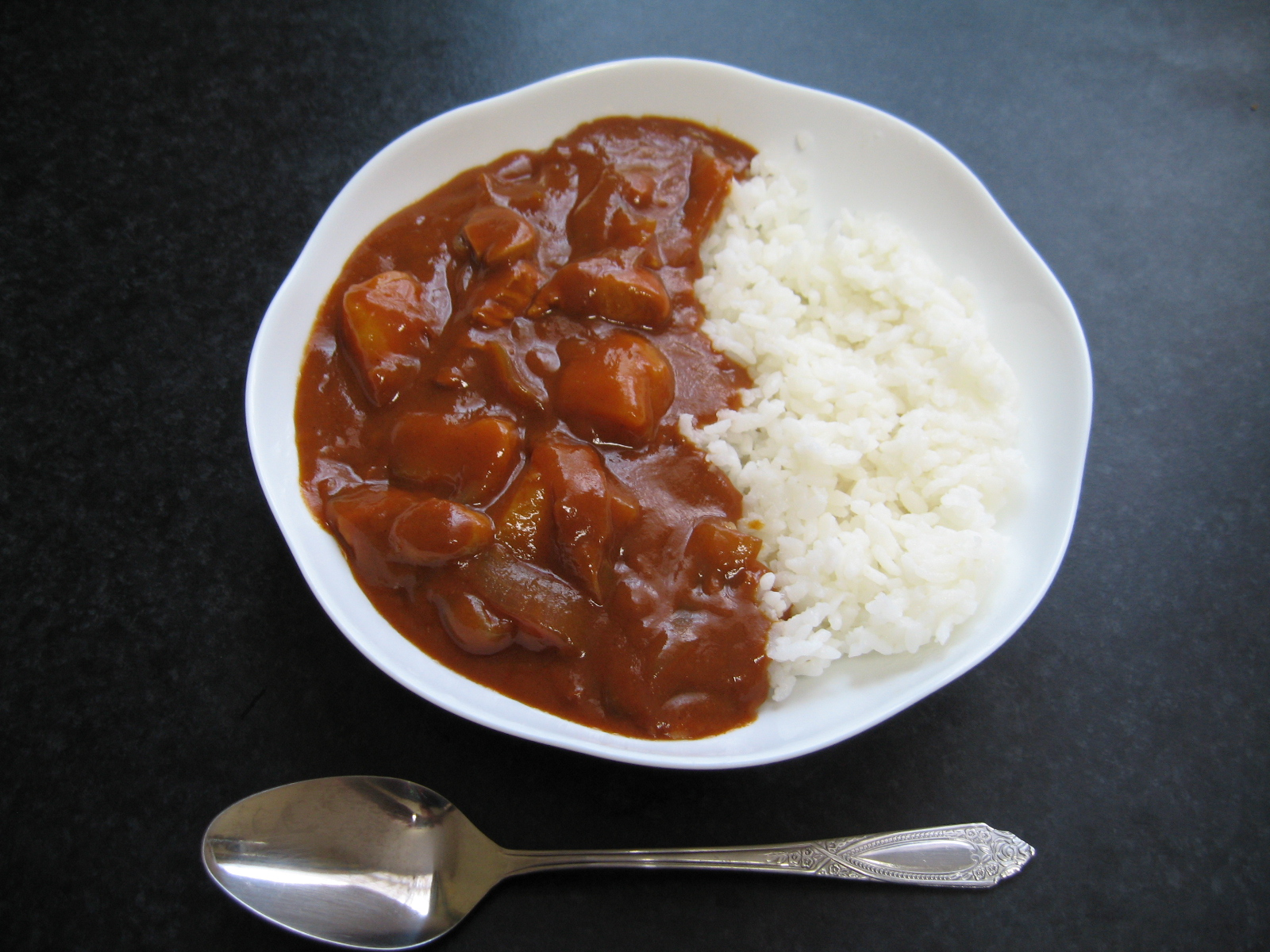
하이라이스

하이라이스(하야시라이스, 해시라이스)는 얇게 썬 쇠고기와 양파를 버터로 볶아 적포도주와 토마토 소스가 들어간 드미글라스와 함께섞어 밥 위에 부어먹는 음식이다. 일본의 대표적인 서양식 중 하나로, 카레라이스와 유사한 외형을 가지고 있으나 카레라이스와는 달리 매운맛이 전혀 없다. 한국에서는 원래 이름인 하야시라이스 (ハヤシライス)의 오기인 하이라이스로 부르거나 이를 만드는 식품 회사인 오뚜기의 영향으로 이를 더 줄인 하이스로도 부르는 경우가 많으며, 마찬가지로 오사카와 고베에서는 하이시라이스 (ハイシライス), 생략하여 하이라이라고 부르는 경우도 있다.

## 같이 보기
- 카레라이스